# Lacul Buhăescu IV
Lacul Buhăescu IV este un lac glaciar. Este localizat în munții Rodnei, sub vârful Buhăescu Mare. Face parte din rezervația naturală ˝Pietrosu Mare˝.

## Vezi și
- Lacul Buhăescu I
- Lacul Buhăescu II
- Lacul Buhăescu III